# Eustáze
Eustáze je globální kolísání vodní hladiny světového oceánu, nejčastěji v důsledku tání nebo naopak nárůstu kontinentálních ledovců či vyvrásnění mořského dna. V případě, že dochází ke globálnímu nárůstu vodní hladiny, hovoříme o pozitivní eustázi (tzv. transgrese), v opačném případě se jedná o negativní eustázi (tzv. regrese).